# Danh sách chi của Geometridae: R
Dưới đây là danh sách các chi của họ bướm đêm Geometridae:
A B C D E F G H I J K L M N O P Q R S T U V W X Y Z

- Racasta
- Rachela
- Racheolopha
- Racheospila
- Racotis
- Rambara
- Ramitia
- Ramobia
- Ratiaria[cần định hướng]
- Rectopis
- Remodes
- Rhabdotaedoeagus
- Rhadinomphax
- Rhanidopsis
- Rhaphidodemas
- Rhinodia
- Rhinognophos
- Rhinoligia
- Rhinoprora
- Rhinura
- Rhipignophos
- Rhodesia
- Rhodochlora
- Rhodomena
- Rhodometra
- Rhodopan
- Rhodophthitus
- Rhodostrophia
- Rhombocentra
- Rhombochlora
- Rhomboptila
- Rhomborista
- Rhopalista
- Rhopalodes
- Rhopalognophos
- Rhoptria
- Rhuma
- Rhynchobapta
- Rhynchopsota
- Rikiosatoa
- Rindgenaria
- Rjabovana
- Rougeotiella
- Rucana
- Runeca
- Ruttellerona